# Poco più di un anno fa - Diario di un pornodivo
Poco più di un anno fa - Diario di un pornodivo è un film del 2003 diretto da Marco Filiberti.
Ha ricevuto due candidature al Nastro d'argento, per i migliori costumi (Eva Coen) e per la migliore attrice non protagonista (Erika Blanc).

## Trama
Nel 2014 una troupe televisiva è incaricata di girare un documentario sulla vita di Riky Kandisky (nome d'arte di Riccardo Soldani), celebre pornostar gay degli anni '90, morto ormai da tempo.
La produzione rintraccia Federico, fratello maggiore di Riccardo, e ottiene il suo assenso per concedere interviste e altro materiale.
Nel 1999, subito dopo la morte del padre, Federico e Riccardo (ritornato per l'occasione in famiglia dopo 11 anni di assenza) si trasferiscono a Roma e per un certo periodo abitano insieme in un prestigioso loft.
Convinto che si tratti di una breve convivenza, Riccardo nasconde al fratello la sua reale professione. Tuttavia, ben presto la sua opulenza e il suo misterioso benessere economico, in netto contrasto con la sua vita apparentemente da sfaccendato, insospettiscono Federico. Finché una sera, al culmine di un acceso diverbio, Riccardo mostra al congiunto una rivista che svela la sua reale attività.